# Katedra św. Krzysztofa w Roermond
Katedra św. Krzysztofa w Roermond (hol. Sint-Christoffelkathedraal (Roermond) ) – kościół rzymskokatolicki położony w centrum Roermond w południowo-wschodniej Holandii. 
Katedra diecezji Roermond. Nosi wezwanie św. Krzysztofa, patrona (m.in.): mostów, miast położonych nad rzekami, przewoźników, żeglarzy, podróżników i pielgrzymów.

## Historia i architektura

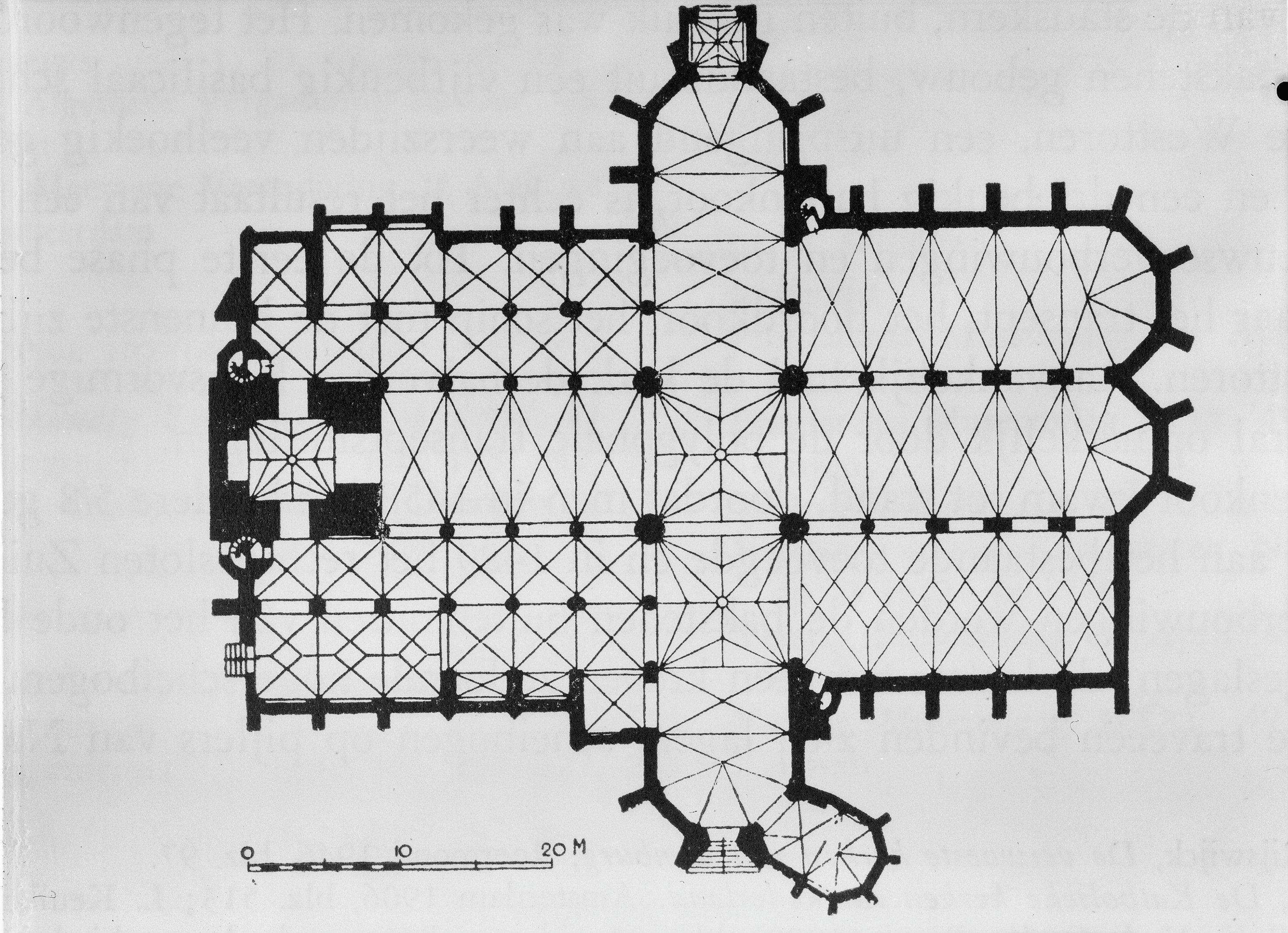
Plan katedry św. Krzysztofa w Roermond

W 1410 rozpoczęto budowę kościoła pod wezwaniem św. Krzysztofa jako późnogotyckiej bazyliki na planie krzyża łacińskiego. Kościół ten miał zastąpić miejski kościół farny położony pierwotnie poza murami miasta. W XV w. przebudowano prezbiterium na założenie halowe a korpus świątyni rozszerzono do pięciu naw. 
W 1661 kościół stał się katedrą założonej w 1559 katolickiej diecezji Roermond. 
Podczas drugiej wojny światowej katedra została zniszczona, gdy wojska niemieckie w ramach obrony miasta wysadziły wieżę w powietrze. Po wojnie wieżę odbudowano w dawnym stylu. Wieńczy ją pozłacana statua patrona świątyni – św. Krzysztofa. 
13 kwietnia 1992 katedra została uszkodzona w wyniku trzęsienia ziemi, jakie nawiedziło Holandię i Niemcy. W następnych latach katedrę odrestaurowano, przystosowując zarazem jej wnętrze do wymogów nowoczesnej liturgii.